# Chust (Ukraine)
Chust (ukrainisch und russisch Хуст; russinisch Густ/Hust, slowakisch und tschechisch Chust oder Hust, ungarisch Huszt, jiddisch Chest, Chyst, auch Huste) ist eine Stadt in der Oblast Transkarpatien im äußersten Westen der Ukraine (Karpatoukraine). Sie ist die Hauptstadt des Rajons Chust und hat etwa 30.000 Einwohner.

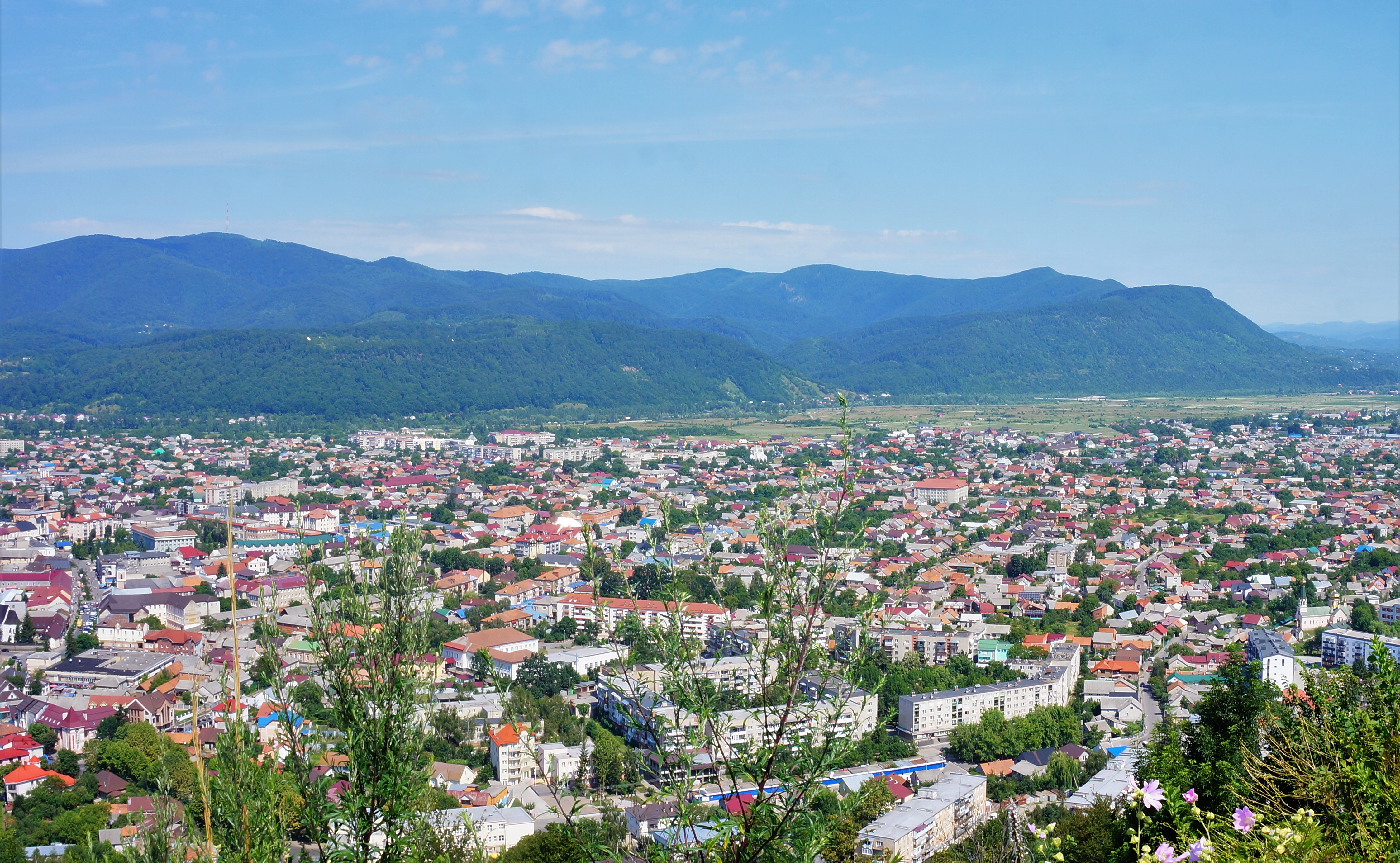
Blick auf die Stadt

## Geographie
Chust liegt im Süden der Oblast Transkarpatien am Ufer der Theiß beim Zusammenfluss mit dem Fluss Rika am Fuße der Waldkarpaten. Die Stadt befindet sich ungefähr 89 km östlich von Uschhorod. Etwa zehn Kilometer südwestlich der Stadt verläuft die Staatsgrenze zu Rumänien und etwa 35 Kilometer westlich die Staatsgrenze zu Ungarn.

## Geschichte
Die Siedlung wurde nach dem Mongoleneinfall im 13. Jahrhundert gegründet. Gleichzeitig wurde auch die gleichnamige Burg errichtet, die seit 1798 in Ruinen liegt. Die erste urkundliche Erwähnung stammt aus dem Jahre 1329, der Ort wird als Huszth erwähnt. 1458 ließ König Matthias seinen Onkel, den aufständischen Mihály Szilágyi, in der Burg gefangensetzen. 1514 besetzten aufständische Bauern unter der Führung von György Dózsa die Burg. 1526 fiel das Gebiet an Siebenbürgen. Nachdem die Burg im 17. Jahrhundert von Georg I. Rákóczi sowie von polnischen, osmanischen und tatarischen Truppen belagert wurde, ergab sie sich 1703 den Kuruzen, worauf hier die Unabhängigkeit Siebenbürgens ausgerufen wurde.
Bis 1919 war die Stadt Teil des Königreichs Ungarn im westlichen Teil des Komitats Máramaros. Dann kam sie zur neu gegründeten Tschechoslowakei. 1939 war sie Sitz des Soim, des Parlaments der Karpatenukraine.
Im März 1939 wurde die Stadt von Ungarn besetzt und dann bis 1945 der Sitz der Verwaltung für die in dieser Zeit ungarische Karpatoukraine.
1945 kam die Stadt zur Ukrainischen SSR der Sowjetunion und wurde Sitz der Verwaltung des Rajons Chust, dem sie aber nicht angehörte. Seit dem 10. Mai 1998 war die Stadt selber unter Oblastverwaltung, im Jahr 2020 wurde sie Hauptstadt des neuen Rajons Chust.

## Verwaltungsgliederung
Am 12. Juni 2020 wurde die Stadt zum Zentrum der neu gegründeten Stadtgemeinde Chust (Хустська міська громада/Chustska miska hromada). Zu dieser zählen auch 27 Dörfer; bis dahin bildete sie zusammen mit den Dörfern Saritschne (ukrainisch Зарічне, ungarisch Túlanagyágtelep), Kireschi (ukrainisch Кіреші, ungarisch Kőrösös) und Tschertisch (ukrainisch Чертіж, ungarisch Csertés) die Stadtratsgemeinde Chust (Хустська міська рада/Chustska miska rada).
Folgende Orte sind neben dem Hauptort Chust ein Teil der Gemeinde:
| Name                     | Name          | Name                                   | Name                 | Name                         | Name    |
| ukrainisch transkribiert | ukrainisch    | russisch                               | slowakisch           | ungarisch                    | deutsch |
| ------------------------ | ------------- | -------------------------------------- | -------------------- | ---------------------------- | ------- |
| Boronjawa                | Боронява      | Боронява                               | Boroňava, Baraňa     | Husztbaranya                 | -       |
| Chustez                  | Хустець       | Хустец                                 | Chustec              | Husztecpatak                 | -       |
| Danylowo                 | Данилово      | Данилово (Danilowo)                    | Danilovo             | Husztsófalva                 | -       |
| Isa                      | Іза           | Иза                                    | Iza                  | Iza                          | -       |
| Karpowtlasch             | Карповтлаш    | Карповтлаш                             | -                    | Kárpótlás                    | -       |
| Kireschi                 | Чертіж        | Киреши                                 | Čereď                | Kőrösös                      | -       |
| Kopaschnowo              | Копашново     | Копашнево (Kopaschnewo)                | Kopašnovo, Kopašno   | Gernyés                      | -       |
| Koscheljowo              | Кошельово     | Кошелево (Koschelewo)                  | Košeľovo             | Keselymező                   | -       |
| Krajnje                  | Крайнє        | Крайнее/Kraineje                       | Kalov                | Kálló                        | -       |
| Krajnykowo               | Крайниково    | Крайниково (Krainikowo)                | Krajníkovo           | Mihálka                      | -       |
| Krywa                    | Крива         | Крива (Kriwa)                          | Krivá, Křivá         | Tiszakirva                   | -       |
| Krywyj                   | Кривий        | Кривой (Kriwoj)                        | Krivý, Křivý         | Krivi                        | -       |
| Lunka                    | Лунка         | Лунка                                  | Lunka                | Lonka                        | -       |
| Lypowez                  | Липовець      | Липовець (Lipowez)                     | Lipovec              | Hárspatak                    | -       |
| Lyptscha                 | Липча         | Липча (Liptscha)                       | Lipča, Lipša         | Lipcse                       | -       |
| Nankowo                  | Нанково       | Нанково                                | Nankovo              | Husztköz                     | -       |
| Nyschnje Selyschtsche    | Нижнє селище  | Нижнее селище (Nischneje Selischtsche) | Nižné Selište        | Alsószelistye                | -       |
| Oleksandriwka            | Олександрівка | Александровка (Alexandrowka)           | Šandrovo             | Ósándorfalva                 | -       |
| Ossawa                   | Осава         | Осава                                  | Osava                | Darázsvölgy                  | -       |
| Poljana                  | Поляна        | Поляна                                 | (Chustecká) Poľana   | Gernyésmező                  | -       |
| Rokossowo                | Рокосово      | Рокосов (Rokossow)                     | Rokosov              | Rakasz                       | -       |
| Salom                    | Залом         | Залом                                  | ?                    | Szakadék                     | -       |
| Saritschne               | Зарічне       | Заречное (Saretschnoje)                | Horodilovo           | Túlanagyágtelep, Husztnagyág | -       |
| Sokyrnyzja               | Сокирниця     | Сокирница (Sokirniza)                  | Sekernice, Sokyrnica | Szeklence                    | -       |
| Stebliwka                | Стеблівка     | Стеблевка                              | Saldoboš, Saldoboša  | Száldobos                    | -       |
| Tschertisch              | Чертіж        | Чертиж                                 | Čereď                | Csertés                      | -       |
| Wertep                   | Вертеп        | Вертеп                                 | ?                    | Vertepa                      | -       |

## Söhne und Töchter der Stadt
- Endre György (1848–1927), ungarischer Politiker, wirtschaftswissenschaftlicher Schriftsteller und Ackerbauminister
- Ernő Szép (1884–1953), ungarisch-jüdischer Dichter, Schriftsteller und Journalist
- Jaromír Hořec (1921–2009), tschechischer Dichter, Schriftsteller und Journalist
- Antonín Moskalyk (1930–2006), tschechischer Regisseur